# Vương cung thánh đường Thánh Phanxicô thành Assisi
Vương cung thánh đường Thánh Phanxicô thành Assisi (tiếng Ý: Basilica Papale di San Francesco, Latinh: Basilica Sancti Francisci Assisiensis) là nhà thờ mẹ của Dòng Anh Em Hèn Mọn thuộc Giáo hội Công giáo Rôma, tọa lạc tại Assisi (Ý) - thành phố nơi sinh và mất của Thánh Phanxicô. Vương cung thánh đường này là một trong những nơi quan trọng nhất tại Ý mà các Kitô hữu thường đến hành hương. Nó được nhận danh hiệu di sản thế giới từ UNESCO vào năm 2000.
Vương cung thánh đường được bắt đầu khởi công năm 1228 trên một ngọn đồi và bao gồm hai nhà thờ, được gọi là Thượng Thánh đường và Hạ Thánh đường, cùng một hầm mộ an táng Thánh Phanxicô. Nội thất của Thượng Thánh đường là một ví dụ tiêu biểu cho phong cách kiến trúc Gothic ở Ý. Cả hai thánh đường được trang trí bằng những bức bích họa nổi tiếng của nhiều họa sĩ cuối thời Trung cổ như Cimabue, Giotto, Simone Martini, Pietro Lorenzetti và có thể cả Pietro Cavallini. Quy mô và chất lượng công trình này mang một tầm quan trọng đặc biệt trong việc chứng minh sự phát triển của nghệ thuật Ý đương thời.

## Lịch sử
Tu viện Phanxicô Sacro Convento cùng hai vương cung thánh đường Hạ và Thượng Phanxicô thành Assisi được xây dựng để vinh danh vị thánh địa phương này, ngay sau khi ngài được phong thánh vào năm 1228. Simone di Pucciarello đã hiến đất cho nhà thờ, một ngọn đồi ở phía tây của Assisi, được gọi là "Đồi Địa ngục", nơi trước đây được dùng để xử tử những tên tội phạm. Ngày nay, nó được gọi là "Đồi Thiên đường".
Ngày 16 tháng 7 năm 1228, Giáo hoàng Grêgôriô IX đã phong thánh cho Phanxicô tại Assisi, và chính ông là người đã đặt viên gạch cho nhà thờ mới vào ngày hôm sau, mặc dù việc xây dựng có thể đã được bắt đầu trước đó. Việc xây dựng đã được bắt đầu theo lệnh của ông, Giáo hoàng tuyên bố nhà thờ là tài sản của giáo hoàng. Nhà thờ được thiết kế bởi Maestro Jacopo Tedesco, người thời đó là kiến trúc sư nổi tiếng nhất. Việc xây dựng được giám sát bởi Elias một trong những tín đồ đầu tiên của Dòng Anh em Hèn mọn dưới thời Thánh Phanxicô. Vương cung thánh đường Hạ Assisi được hoàn thành vào năm 1230. Vào ngày Lễ Ngũ Tuần tức 25 tháng 5 năm 1230, thi hài của Thánh Phanxicô được rước một cách long trọng đến Vương cung thánh đường mới từ nơi chôn cất tạm thời tại nhà thờ San Giorgio nay là vương cung thánh đường Thánh Chiara của Assisi. Nơi chôn cất được giấu kín vì sợ rằng, thi hài của ông có thể sẽ bị đánh cắp và phân tán. Việc xây dựng Vương cung thánh đường Thượng Assisi được bắt đầu sau năm 1239 và hoàn thành vào năm 1253. Cả hai nhà thờ đều được thánh hiến bởi Giáo hoàng Innôcentê IV vào năm 1253.
Giáo hoàng Nicôla IV đã nâng nhà thờ lên vị thế là Nhà thờ Giáo hoàng vào năm 1288. Quảng trường Piazza del Loge dẫn lên nhà thờ được bao quanh bởi các cột được xây dựng vào năm 1474. Đây là nơi có mặt rất nhiều khách hành hương đổ về nhà thờ. Năm 1818, thi hài của Thánh Phanxicô được tìm thấy bên dưới sàn của Vương cung thánh đường Hạ. Dưới thời của Giáo hoàng Piô VII, một hầm mộ được xây dựng để các tín hữu có thể đến thăm nơi chôn cất của thánh nhân.
Vào ngày 27 tháng 10 năm 1986 và tháng 1 năm 2002, Giáo hoàng Gioan Phaolô II đã tập hợp hơn 120 đại diện của các tôn giáo và hệ phái trong Kitô giáo tại Assisi để Cầu nguyện Hòa bình cho Thế giới.